# 札兒里黑

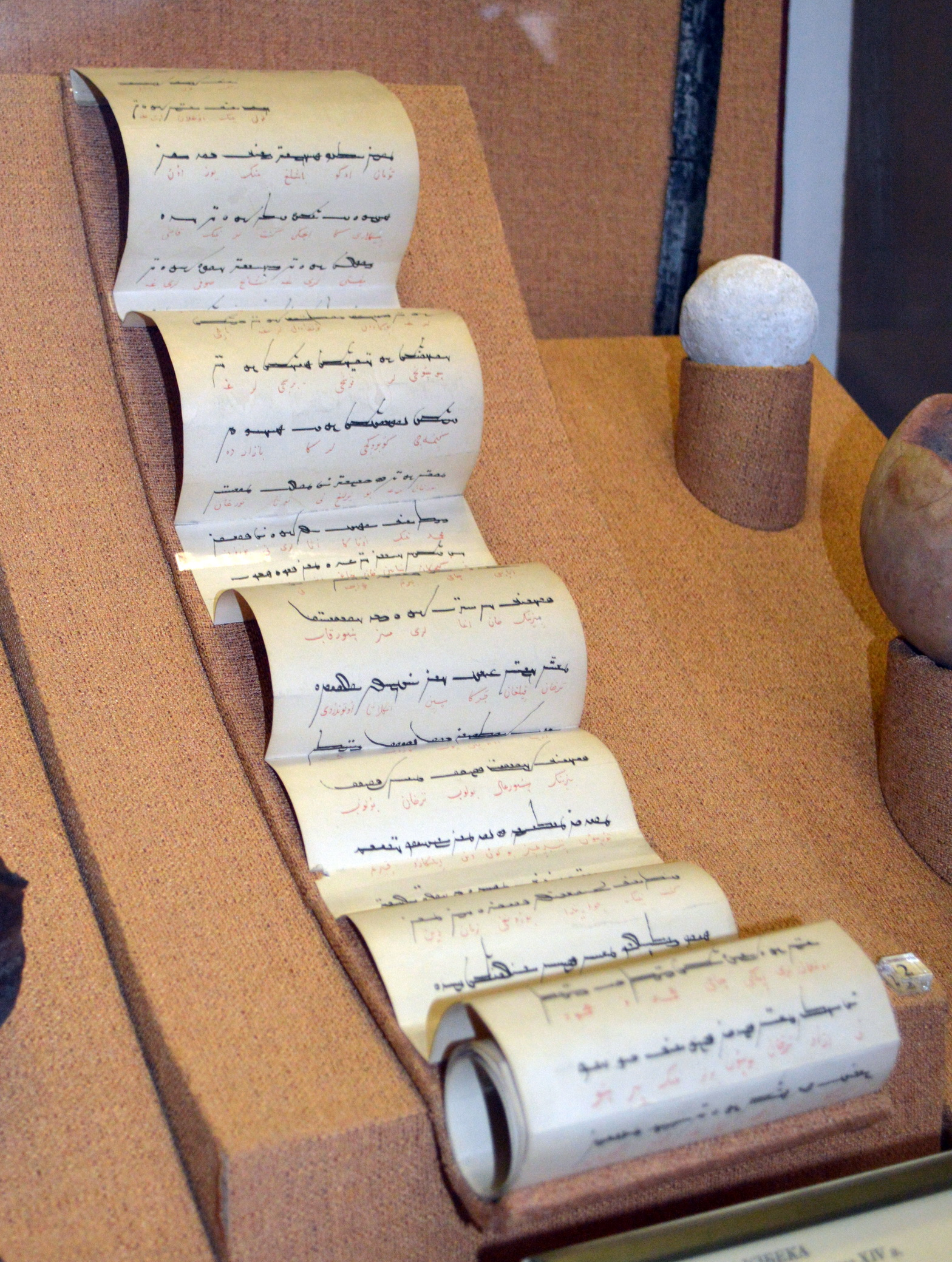
帖木儿·忽格鲁特所发布的札儿里黑副本

札兒里黑（传统蒙古文：ᠵᠠᠷᠯᠢᠭ），在蒙古語解作正式文憑或法令，在歷史上是蒙古帝國發出的的法令和詔書。它也是行政和司法判決的紀錄，提供有關蒙古帝國運作的重要信息。
札兒里黑原則上只可由元朝皇帝發出，但其他三個汗國也有時以元朝皇帝名義發出。
這種文憑是金帳汗國授權羅斯公國大公統治權的憑證，大公每年也耍前往薩萊朝覲可汗領取。在15世紀中期後，莫斯科公國的瓦西里二世禁止其他公國領取金帳汗的札兒里黑，從而確立了莫斯科大公統治其他公國的權力。
札兒里黑在俄文解作標籤。
在蒙古文版本中，通常以"möngke tengri-yin küčün-dür, yeke suu ǰali-yin ibegen-dür"開首（長生天的氣力裏，大福廕護助裏），之後正式行文。